# Pararistolochia goldieana
Espèce
Classification phylogénétique
Statut de conservation UICN

 VU A2c : Vulnérable
Pararistolochia goldieana est une espèce de plantes à fleurs de la famille des Aristolochiaceae. C'est une liane dont l'aire de distribution se trouve au Cameroun, en Guinée équatoriale, au Nigeria et au Sierra Leone. Elle se rencontre dans les forêts tropicales humides à basse altitude. C'est une espèce dont le statut est vulnérable.